# When a Stranger Calls
When a Stranger Calls är en amerikansk thriller från 2006. 

## Handling
Filmens handling kretsar runt den unga Jill Johnson (Camilla Belle), som efter att från sin mobiltelefon ha ringt för en hög summa pengar, får som straff av sina föräldrar att vara barnvakt åt två barn till en vän till familjen. Kort efter att hon anlänt till vännens hem märker Jill att det är en konstig person som ringer och försöker skrämma henne. Vad Jill inte vet är att mannen gömmer sig i huset och psykologiskt terroriserar henne. Detta har han gjort flera gånger tidigare mot andra kvinnliga offer. När Jills bästa vän Tiffany (Katie Cassidy) hittas död i huset och en operatör ringer till Jill och säger att de hotfulla samtalen kommer inifrån huset börjar kampen för överlevnad och flykt ut ur huset.

## Roller
- Camilla Belle - Jill Johnson
- Tommy Flanagan - The Stranger
- Katie Cassidy - Tiffany
- Tessa Thompson - Scarlet
- Brian Geraghty - Bobby
- Clark Gregg - Johnson
- Derek de Lint - Doktor Mandrakis
- Kate Jennings Grant - Mandrakis
- David Denman
- Arthur Young
- Madeline Carroll
- Steve Eastin
- John Bobek
- Brad Surosky
- Karina Logue
- Lance Henriksen The Strangers röst